# Kostjantyn Kasjantschuk
Kostjantyn Wiktorowytsch Kasjantschuk (ukrainisch Костянтин Вікторович Касянчук, russisch Константин Викторович Касянчук Konstantin Wiktorowitsch Kasjantschuk; * 24. Oktober 1979 in Kiew, Ukrainische SSR, Sowjetunion) ist ein ehemaliger ukrainischer Eishockeyspieler, der zuletzt bis 2015 beim HK Njoman Hrodna in der belarussischen Extraliga spielte.

## Karriere
Kostjantyn Kasjantschuk, der der Nachwuchsabteilung des HK Sokil Kiew entstammt, spielte zunächst für seinen Stammverein und den HK Berkut Kiew in der East European Hockey League, die er 1999 mit Sokil gewinnen konnte. Anschließend wechselte er nach Russland, wo er die nächsten eineinhalb Jahrzehnte vorwiegend spielte. Er war nacheinander für den Witjas Podolsk, Chimik Woskressensk, mit dem er 2003 von der Wysschaja Liga in die Superliga aufstieg, den HK Traktor Tscheljabinsk, mit dem ihm dieser Erfolg 2006 ebenfalls gelang, den HK Dynamo Moskau, den HK ZSKA Moskau und den HK Buran Woronesch. Von 2008 bis 2014 spielte er insgesamt fünf Spielzeiten für die beiden Moskauer Mannschaften und das Team aus Tscheljabinsk mehr als 200 mal in der Kontinentalen Hockey-Liga, die er 2013 mit Dynamo Moskau durch eine 4:2-Endspielserie gegen seinen Ex-Klub Traktor Tscheljabinsk gewinnen konnte und damit gleichzeitig den russischen Meistertitel errang.
Zwischenzeitlich spielte er immer wieder für seinen Stammverein Sokil Kiew, mit dem er sowohl in der ukrainischen Eishockeyliga als auch der belarussischen Extraliga spielte. 2005 gewann er mit Sokil die ukrainische Landesmeisterschaft. In der Spielzeit 2011/12 wurde er als wertvollster Spieler der Professionellen Hockey-Liga, wie sich die höchste ukrainische Liga damals nannte, ausgezeichnet. 2015 wechselte Kajantschuk zum HK Njoman Hrodna in die belarussischen Extraliga, wo er 2016 seine Karriere beendete.

### International
Im Juniorenbereich spielte Kasjantschuk für die Ukraine bei der U18-B-Europameisterschaft 1996 und der U18-A-Europameisterschaft 1997 sowie den U20-B-Weltmeisterschaften 1997, 1998 und 1999.
Für die Herren-Auswahl nahm Kasjantschuk zunächst an der A-Weltmeisterschaft 1999 teil. Nach Umstellung auf das heutige Divisionensystem spielte er bei den Weltmeisterschaften der Top-Division 2001, 2002, 2003, 2004, 2005 und 2006 sowie den Weltmeisterschaften der Division I 2008, 2010, als er als Torschützenkönig und Topscorer auch zum besten Stürmer des Turniers gewählt wurde, 2011 und 2012.
Zudem stand er im Aufgebot seines Landes bei den Qualifikationsturnieren zu den Olympischen Winterspielen in Salt Lake City 2002, in Turin 2006, in Vancouver 2010 und in Sotschi 2014.

## Erfolge und Auszeichnungen
- 1996 Aufstieg in die A-Gruppe bei der U18-B-Europameisterschaft
- 1999 Meister der East European Hockey League mit dem HK Sokil Kiew
- 1999 Aufstieg in die A-Gruppe bei der U20-B-Weltmeisterschaft
- 2003 Aufstieg in die Superliga mit Chimik Woskressensk
- 2005 Ukrainischer Meister mit dem HK Sokil Kiew
- 2006 Aufstieg in die Superliga mit dem HK Traktor Tscheljabinsk
- 2010 Bester Stürmer, Topscorer und Torschützenkönig der Weltmeisterschaft der Division I, Gruppe A
- 2012 Wertvollster Spieler der Professionellen Hockey-Liga
- 2013 Gagarin-Pokalsieger der Kontinentalen Hockey-Liga und russischer Meister mit dem HK Dynamo Moskau

## Statistik
(Stand: Ende der Spielzeit 2015/16)